# Гуматі
Гуматі (груз. გუმათი) — село в Грузії.
За даними перепису населення 2014 року в селі проживає 426 осіб.